# DS楽引辞典
DS楽引辞典（ディーエスらくびきじてん）は、2005年6月16日に任天堂から発売されたニンテンドーDS用電子辞書ソフトである。この項では改良版である漢字そのまま DS楽引辞典、ニンテンドーDSiウェア版の明鏡国語楽引辞典、ジーニアスパーソナル 英和楽引辞典、ジーニアスパーソナル和英楽引辞典についても共に解説する。

## DS楽引辞典
三省堂の「新グローバル英和辞典」、「デイリーコンサイス和英辞典（第5版）」、「デイリーコンサイス国語辞典（第3版）」を収録、分からない言葉、単語の意味を検索する事が出来る。手書き、キーボードで文字を入力し単語、言葉をタッチするとその意味が出てくる、他のページで探す際は、タッチペンでページをめくるようにすると、次（前）のページを表示する事が出来る。
ほぼ日刊イトイ新聞より「声に出して読めない日本語」も収録しており、DSの機能ピクトチャットを使い他の人に難しい読み方の文字（ヨメナ語）を送ることが出来る。
ジャンプ検索機能、電卓、アラーム、カレンダー、単語帳などの機能もあり、本物の電子辞書顔負けである。
任天堂関連の単語、言葉もあり（マリオなど）、パラパラ漫画などもある等普通の辞典に比べ、遊びの要素がある。
あるキーワードを入力すると『ゲーム&ウオッチ』の「ボール」を遊ぶことができる。

## 漢字そのまま DS楽引辞典
漢字そのまま DS楽引辞典（かんじそのままディーエスらくびきじてん）は、2006年4月13日発売のニンテンドーDS用電子辞書ソフトである。
前作である『DS楽引辞典』がひらがな、カタカナ、英数字によるタッチペン入力しか対応していなかったのに対して、漢字でも手書き入力できるようになったのが最大の違い。これによって、「読みがわからない漢字を入力して読みを調べる」といった使用法が可能となった。
収録されている辞典は大修館書店の「ジーニアス英和辞典 第3版」、「ジーニアス和英辞典 第2版」、「明鏡国語辞典」。
前作にはなかった主要な英単語約13,000語の発音再生機能、TOEIC対応の英単語帳、日本語クイズといった機能が追加されている。
あるキーワードを入力すると『ゲーム&ウオッチ』の「マンホール」「ジャッジ」「ボール」「フラッグマン」を遊ぶ事が出来る。

## 明鏡国語楽引辞典
明鏡国語楽引辞典（めいきょうこくごらくびきじてん）は、2009年11月25日に配信が開始されたニンテンドーDSiウェアである。ニンテンドーDSi LLには出荷時から無料で内蔵されている（この内蔵分はニンテンドー3DSには引っ越しできない）。
『漢字そのまま DS楽引辞典』の「明鏡国語辞典」を抽出したものだが、ゲーム&ウオッチの機能などが削除された。

## ジーニアスパーソナル 英和楽引辞典
ジーニアスパーソナル 英和楽引辞典（ジーニアスパーソナルえいわらくびきじてん）は、2010年1月13日に配信が開始されたニンテンドーDSiウェアである。
『漢字そのまま DS楽引辞典』の「ジーニアス英和辞典」に対応するが、最新版である『ジーニアス英和辞典 第4版』を元にモバイル端末用に編集した『ジーニアス英和辞典MX』を、さらにニンテンドーDSi用に再編集したものが収録されている。

## ジーニアスパーソナル 和英楽引辞典
ジーニアスパーソナル 和英楽引辞典（ジーニアスパーソナルわえいらくびきじてん）は、2010年1月13日に配信が開始されたニンテンドーDSiウェアである。
『漢字そのまま DS楽引辞典』の「ジーニアス和英辞典」に対応し、『ジーニアス和英辞典 第2版』を元にモバイル端末用に編集した『ジーニアス和英辞典MX』を、さらにニンテンドーDSi用に再編集したものが収録されている。